# Tchank
Tchank (arménien : Ջանք, littéralement « Effort ») est une revue littéraire en langue arménienne fondée le 1er juillet 1930 à Paris et organisée par les poètes et écrivains franco-arméniens Kégham Atmadjian et Missak Manouchian. Sa publication cesse en juin 1931 après 12 numéros.

## Historique
Tchank est fondée le 1er juillet 1930 à Paris. Cette revue, qui émane d'une « Association des jeunes écrivains » formée en mai 1930, se veut le porte-parole des jeunes écrivains de la diaspora arménienne de France, comme en témoigne son sous-titre, « Revue littéraire des jeunes » et son objectif d'être leur « lieu de rendez-vous ». Tchank est animée par les poètes et écrivains Kégham Atmadjian et Missak Manouchian.
Dans la revue, on retrouve des poèmes, nouvelles et articles de réflexion de Kégham Atmadjian, alias Séma, les premiers essais poétiques de sa sœur Marie Atmadjian, ou encore les premiers textes de Missak Manouchian. On y trouve aussi des traductions en arménien de poèmes de Pierre Louÿs (notamment Les Chansons de Bilitis), de Paul Gérady, de Baudelaire, de Verlaine ou encore de Victor Hugo (les trois derniers sont traduits par Manouchian), ainsi que des traductions de nouvelles de Maxime Gorki, d'Erich Maria Remarque, etc..

Dans le numéro 2, on retrouve en première page une reproduction de La Liberté guidant le peuple d'Eugène Delacroix, rendant hommage aux « Trois Glorieuses »,. Ils travaillent beaucoup ensemble, notamment dans un atelier d'imprimerie, consommant de grandes quantités de lait pour se prémunir des risques d'intoxication au plomb. Marie Atmadjian raconte en 1953 sa visite dans leur appartement :

« Quand nous sommes arrivées en France début 1930, nous avons trouvé mon frère Séma et son camarade Missak Manouchian dans une chambre sombre et humide du Quartier latin, au bout de la rue des Fossés-Saint-Jacques, au numéro 2. La vision de cette pièce était terrifiante. Ça ressemblait à tout sauf à une chambre normale. Des liasses de papier et des piles d'articles, des outils d'imprimeur, des caractères dans des caisses, des pages et des clichés rangés dans des cartons… Un primus dans un coin, à côté de l'évier sous lequel étaient alignées des bouteilles pleines de lait. Lorsque ma mère, inquiète de voir cet état, a demandé s'ils ne se nourrissaient que de lait, Missak a répondu dans un bon sourire : « Petite maman, il n'y a rien de meilleur au monde que le lait… le plomb est un poison, le lait son antidote. Nuit et jour, nous avons affaire à ces caractères d'imprimerie ; si on ne boit pas de lait, on meurt… ».
Kégham, tout joyeux, nous a apporté les premiers numéros de Tchank, et nous nous demandions s'il fallait nous en réjouir ou pleurer…,,. »

La ligne éditoriale de Tchank se réclame de gauche mais ses auteurs restent critiques vis-à-vis de la « littérature prolétarienne » que l'on retrouve alors en Arménie soviétique.
La revue cesse de paraître en juin 1931 au douzième numéro pour des raisons financières rencontrées par les deux hommes mais aussi un conflit rédactionnel entre eux.

## Liste des numéros[12]
- n° 1, 1er juillet 1930, [lire en ligne] ;
- n° 2, 1er août 1930, [lire en ligne] ;
- n° 3, 1er septembre 1930, [lire en ligne] ;
- n° 4, octobre 1930, [lire en ligne] ;
- n° 5-6, novembre-décembre 1930, [lire en ligne] ;
- n° 7, janvier 1931, [lire en ligne] ;
- n° 8-9, février-mars 1931, [lire en ligne] ;
- n° 10, avril 1931, [lire en ligne] ;
- n° 11, mai 1931, [lire en ligne] ;
- n° 12, juin 1931, [lire en ligne].

## Dans la fiction
Dans son roman consacré à Missak Manouchian, Didier Daeninckx évoque Tchank à la fin du chapitre 13. Le narrateur décrit la revue comme suit :

« Tchank, ça veut dire « l'effort ». […] Elle a vu le jour en juillet 1930, […] avant de s'arrêter à l'été suivant. Elle se présente comme l'organe de l'Association des jeunes écrivains qui se résume en fait à trois membres, Manouchian, son ami Séma ainsi que la sœur de ce dernier, Marie Atmadjian. Moins de 25 ans de moyenne d'âge. On y discute des vertus comparées du surréalisme, du futurisme, de la tentation romanesque. Manouchian s'essaie à la traduction de poèmes de Baudelaire, livre les siens… […] Séma quant à lui tente de définir ce qui différencie Tchank des autres expériences littéraires, il réfléchit à la langue de l'exil, au caractère cosmopolite de l'écriture. »